# Edward White Benson

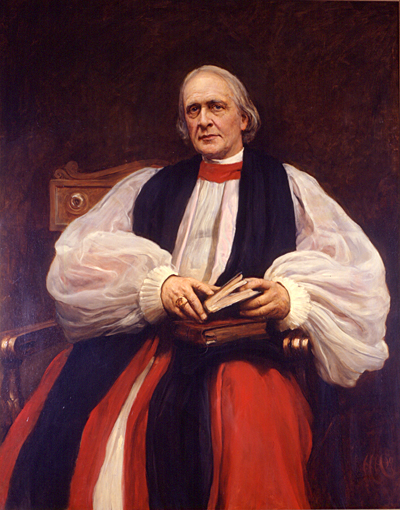
Benson (um 1883–1896)

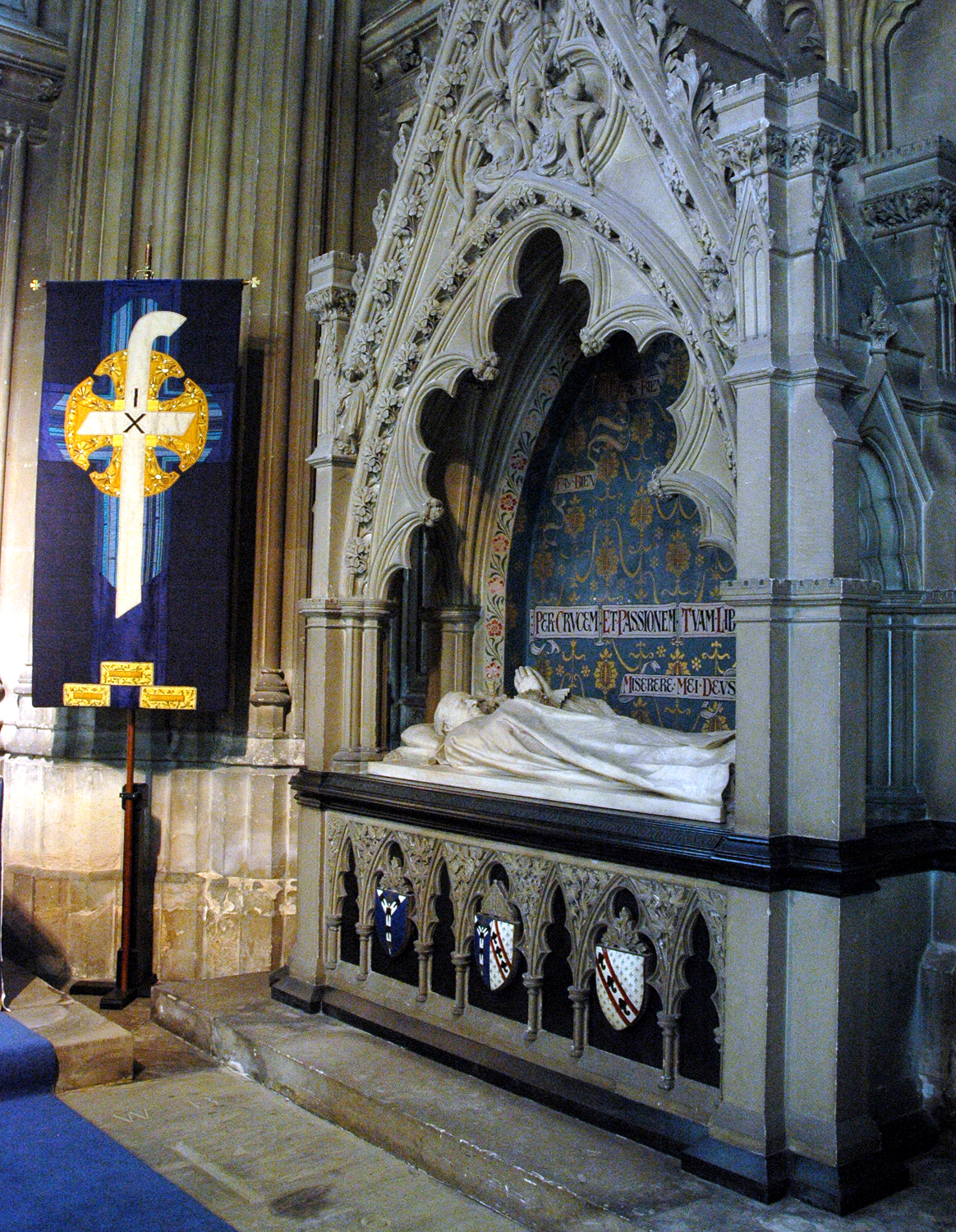
Hochgrab des Edward White Benson, Erzbischof von Canterbury in der Kathedrale von Canterbury

Edward White Benson (* 14. Juli 1829 in Birmingham, England; † 11. Oktober 1896 in Hawarden, Flintshire) war von 1883 bis zu seinem Tod Erzbischof von Canterbury.

## Leben
Benson wurde als Sohn des Chemieherstellers (englisch chemical manufacturer of Birmingham) Edward White Benson in der Lombard Street 72 in Birmingham geboren. Er studierte am Trinity College in Cambridge, wo er 1852 graduierte. An der Rugby School in Warwickshire begann im selben Jahr seine Karriere. Kurz darauf wurde er zum Diakon, ehe er 1857 zum Priester geweiht wurde. Prinz Albert ernannte ihn im Jahr 1859 zum Master des Wellington College in Berkshire, welches in Gedenken an Arthur Wellesley, den ersten Herzog von Wellington, erbaut wurde.
Von 1872 bis 1877 diente er als Oberhaupt der Kathedrale von Lincoln und war von 1877 bis 1882 erster Bischof von Truro. Im Jahr 1880 gründete er die Truro Highschool für Mädchen. Dort führte er 1880 das Festival of Nine Lessons and Carols ein, einen bis dahin ungewohnten Gottesdienst mit einer Mischung aus kurzen Texten und Weihnachtsliedern, um Leuts aus den Pubs zu holen.
Am 11. Oktober 1896 starb Benson während eines Besuches des viermaligen Premierministers William Gladstone an einem Herzinfarkt. Er wurde in einem historisierenden Hochgrab im Hauptschiff der Kathedrale von Canterbury beigesetzt. Im Trinity College in Cambridge erinnert eine Gedenktafel an ihn.
Benson war mit Mary Sidgwick, Schwester von Henry Sidgwick, verheiratet und hatte sechs Kinder: Margaret, Mary Eleanor, Martin, Arthur Christopher, Edward Frederic und Robert Hugh.